# Agromyza bicophaga
Agromyza bicophaga este o specie de muște din genul Agromyza, familia Agromyzidae, descrisă de Erich Martin Hering în anul 1925.
Este endemică în Germania. Conform Catalogue of Life specia Agromyza bicophaga nu are subspecii cunoscute.